# 強擄薩賓婦女

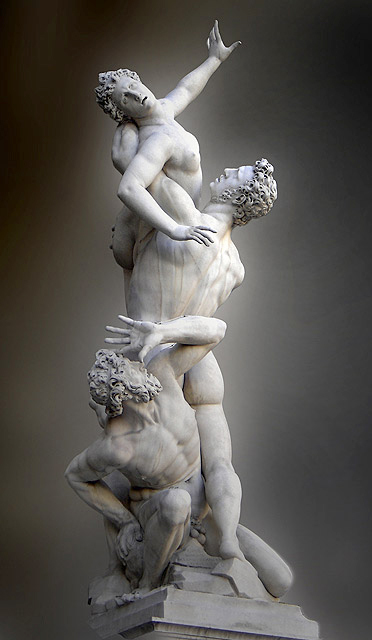
強擄薩賓婦女

《強擄薩賓婦女》（義大利語：Ratto delle sabine）是一座著名的意大利佛羅倫斯中世紀大理石雕塑，高14英尺，由法蘭德斯藝術家詹波隆那在意大利以一塊巨型大理石雕成。從1582年開始，這座雕塑被豎立在领主广场，毗鄰乌菲兹美术馆的佣兵凉廊。雖然該雕像曾於2001年復修，但很快又被酸雨侵蝕。